# Sozialdemokratie des Königreichs Polen und Litauens

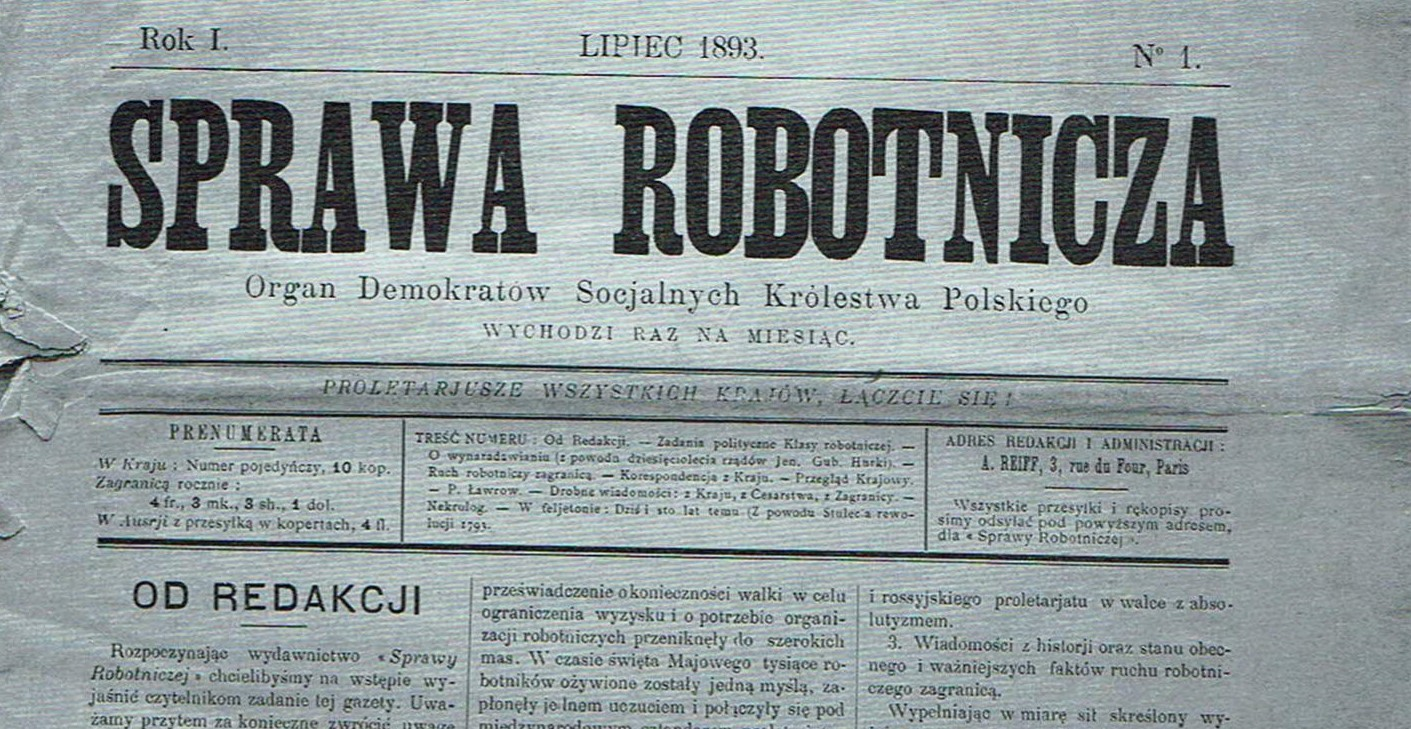
Sprawa Robotnicza von 1893 bis 1896 Zeitung der SDKP

Die Sozialdemokratie des Königreichs Polen und Litauens (polnisch: Socjaldemokracja Królestwa Polskiego i Litwy, SDKPiL), bis 1900 nur Sozialdemokratie des Königreichs Polen (Socjaldemokracja Królestwa Polskiego, SDKP) war von 1893 bis 1918 eine sozialistische Partei im damals zum Russischen Reich gehörenden Teil Polens (Weichselland). Sie unterschied sich von der zeitgleich bestehenden Polnischen Sozialistischen Partei durch ihre konsequent internationalistische Ausrichtung.
Die SDKP wurde 1893 von Rosa Luxemburg, Leo Jogiches und Julian Marchlewski gegründet. Anders als die PPS, die für Sozialismus in einem unabhängigen Nationalstaat Polen kämpfte, waren die Gründer der SDKP überzeugt, dass das Streben nach nationaler Unabhängigkeit aussichtslos sei, solange nicht auch in den Polen beherrschenden Nachbarländern, insbesondere dem eigentlichen Russland, die Revolution ausbräche. Die Existenz von Nationalstaaten war für die SDKP nicht notwendig oder erstrebenswert. Daher arbeitete sie eng mit den russischen Sozialisten zusammen. PPS und SDKP rivalisierten um die Vorherrschaft innerhalb der polnischen Arbeiterbewegung. Beide gehörten der Zweiten Internationale an. Im Sinne ihrer bewusst nicht polnisch-nationalen Ausrichtung bemühte sie sich auch um eine Integration jüdischer Arbeiter. Damit stand sie in Konkurrenz um deren Unterstützung mit dem 1897 gegründeten, rein-jüdischen Allgemeinen jüdischen Arbeiterbund von Litauen, Polen und Russland („Bund“). Ebenso wie die Gründung eines rein-polnischen Nationalstaats lehnte die SDKP die zionistische Idee der Auswanderung der Juden nach Palästina ab. Da aber auch der Bund nicht zionistisch ausgerichtet war, blieb das Verhältnis der beiden Parteien vergleichsweise entspannt. Auch deutschsprachige und -stämmige Sozialisten auf dem Gebiet Russisch-Polens traten überwiegend der SDKP bei, da sie sich mit der polnisch-nationalen Ausrichtung der PPS nicht identifizieren konnten. Im Jahr 1898 zerschlug die zaristische Geheimpolizei die SDKP weitgehend. Diese war anschließend um einen Wiederaufbau bemüht, wobei sie vor allem in Wilna und Białystok aktiv wurde und dementsprechend ihren Namen 1900 in Sozialdemokratie des Königreichs Polen und Litauens (SDKPiL) änderte.
Die SDKPiL wollte ab 1903 der gesamtrussischen marxistischen Sozialdemokratischen Arbeiterpartei Russlands (SDAPR) beitreten, stellte hierfür aber weitreichende Bedingungen. So beanspruchte sie eine Exklusivvertretung der Arbeiterbewegung im Gebiet des Königreichs Polen (mit Ausnahme des Bunds, den sie als Bruderorganisation akzeptierte). Andere polnische Organisationen sollten nur durch die SDKPiL an der SDAPR beteiligt sein können. Damit wollte sie insbesondere eine Mitwirkung der PPS verhindern. Der Beitritt wurde erst 1906 (nach dem Ausbruch der Russischen Revolution 1905) vollzogen. Während der Revolution organisierte die SDKPiL Streiks und Kundgebungen. Der polnische Teil des Reiches wurde zu einem Hauptschauplatz der revolutionären Ereignisse. Nach dem Scheitern der Revolution und den zunehmend scharfen Fraktionskämpfen zwischen Bolschewiki und Menschewiki verließ die SDKPiL 1911 die SDAPR wieder. Luxemburg und Jogiches zogen sich zunehmend von der Parteiarbeit zurück. Der linke Flügel der 1906 gespaltenen PPS (PPS-Lewica) näherte sich an die SDKPiL an und fusionierte nach Kriegsende 1918 schließlich mit dieser zur Kommunistischen Arbeiterpartei Polens (KPRP).
Die monatliche Zeitung Sprawa Robotnicza ("Die Sache der Arbeiter") war Organ der Sozialdemokraten des Königreichs Polen (SDKP) von 1893 bis 1896,  mitbegründet von Rosa Luxemburg und gemeinsam herausgegeben mit Adolf Warski und J. Marchlewski.
Der spätere Gründer der sowjetischen Geheimpolizei Tscheka, Feliks Dzierżyński, begann seine politische Tätigkeit 1903 bei der SDKPiL und war in den Folgejahren einer ihrer führenden Aktivisten.